# 上小林町
上小林町（かみこばやしちょう）は、群馬県太田市にある地名（町丁）。郵便番号は373-0024。

## 概要
韮川地区にある町丁。

## 地理

### 近隣町丁
- 富若町
- 東金井町
- 台之郷町
- 韮川町
- 植木野町
- 東新町

## 世帯数と人口
2022年（令和4年）3月31日現在の世帯数と人口は以下の通りである。
| 町丁     | 世帯数  | 人口   |
| -------- | ------- | ------ |
| 上小林町 | 425世帯 | 1067人 |

## 交通

### 鉄道
町内に鉄道は通っていない。

### 道路
- 国道407号

## 施設
- 東京電力パワーグリッド太田東変電所